# Plethodontidae
Plethodontidae é uma família de anfíbios pertencentes à ordem Caudata.
Os membros desta família não possuem pulmões. A respiração dá-se através da pele e dos tecidos adjacentes à boca.
São conhecidas cerca de 377 espécies .
Agrupam-se em duas sub-famílias:
- Hemidactyliinae Hallowell, 1856
- Plethodontinae Gray, 1850